# Pellucidomyia oliveirai
Pellucidomyia oliveirai är en tvåvingeart som först beskrevs av Lane 1946.  Pellucidomyia oliveirai ingår i släktet Pellucidomyia och familjen svidknott. Inga underarter finns listade i Catalogue of Life.